# Pacecco de Rosa
Pacecco de Rosa ou encore  Francesco de Rosa (né le 17 décembre 1607 à Naples, en Campanie, et mort en octobre 1656 dans cette même ville) est un peintre italien baroque du XVIIe siècle qui a été actif principalement dans sa ville natale.

## Biographie
Il est baptisé en l'église Santa Maria della Carità.
Élève de Massimo Stanzione, Pacecco de Rosa fait son apprentissage dans l'atelier de son beau-père  Filippo Vitale.
Paul de’ Matteis, dans un manuscrit où évoque ses artistes préférés, affirme que le style de Rosa est inimitable non seulement par la correction du dessin, mais par la rare beauté des extrémités et surtout par la noblesse et la grâce des visages. Trois de ses nièces lui fournirent d’excellents modèles de beauté : ses tableaux représentent parfois des jeunes filles dévêtues (Diane au bain) ; mais l’idée de perfection que son esprit s’était formée lui permit de les élever bien au delà de l’humanité. Sa couleur, qu’il dispose, dit Périès, « avec une douceur exquise, offre toutefois un empâtement solide et plein de vigueur, qui a maintenu ses tableaux dans tout leur éclat et leur fraîcheur. » Sa longue carrière lui a permis de produire un grand nombre de tableaux : parmi les grandes compositions qu’on lui doit, on regarde comme des morceaux du premier mérite plusieurs tableaux de piété, notamment le Saint-Thomas d’Aquin qu’on voit à la Santé à Naples, et le Baptême de Ste-Candide, qui orne une des chapelles de la basilique San Pietro ad Aram. Quelquefois la présence de l'image de son chien sur ses travaux représente sa signature.

## Œuvres

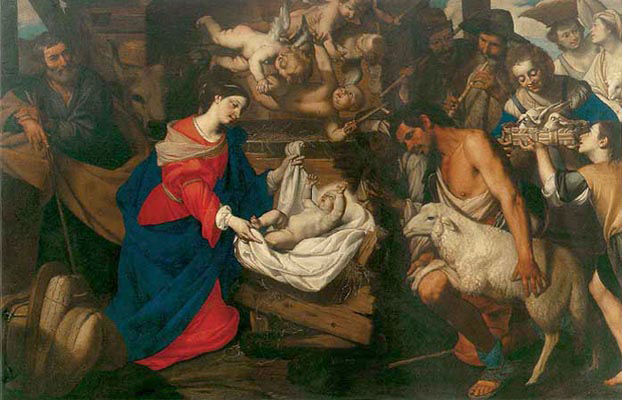
Adoration des bergers, Palais Montecitorio, Rome.

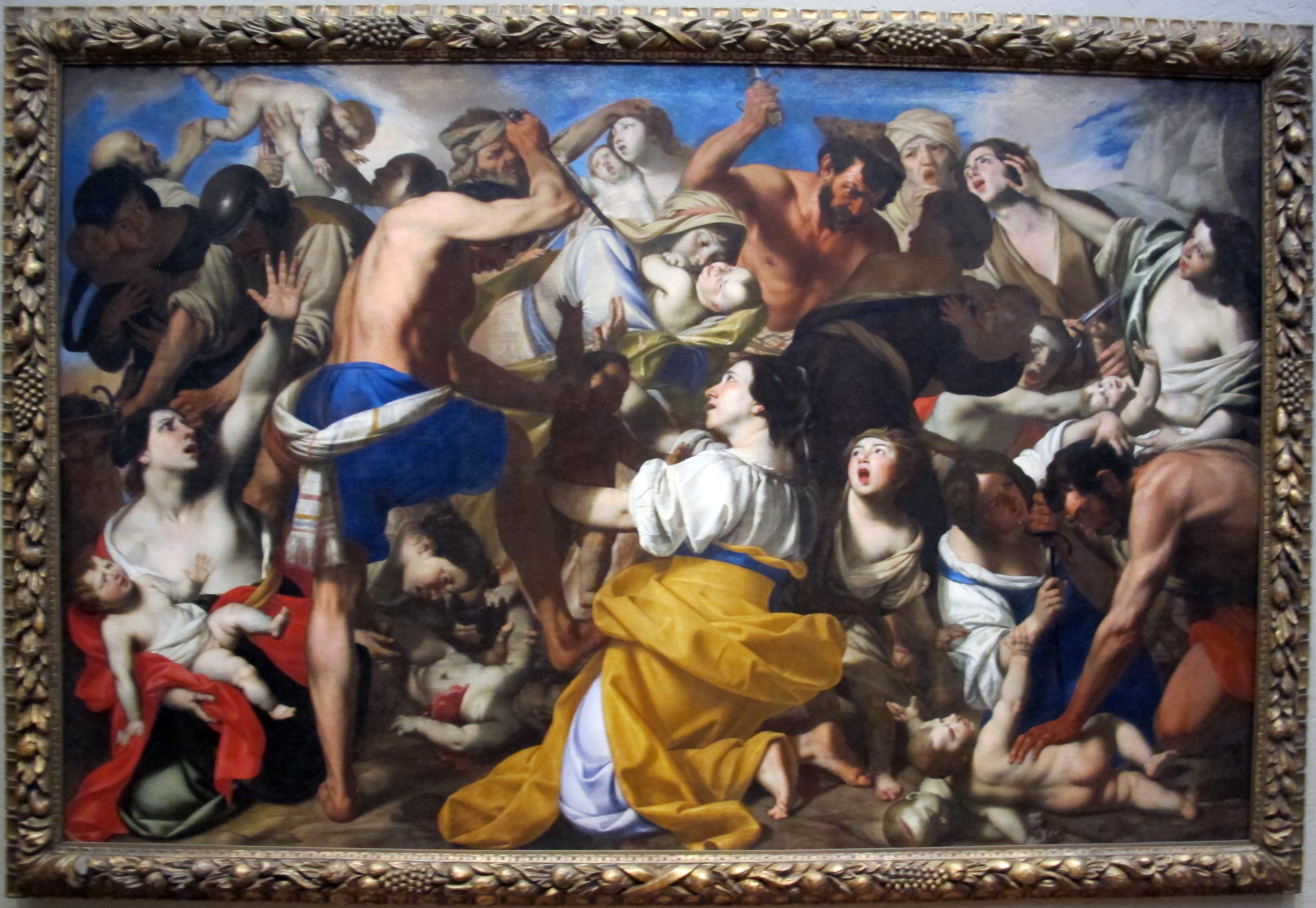
Le Massacre des Innocents, Philadelphia Museum of Art.

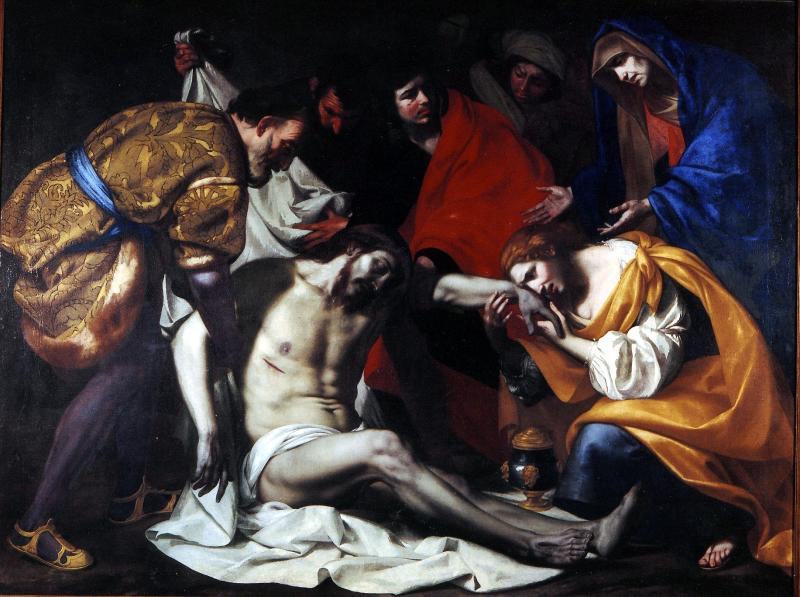
Déposition de la Croix, musée de Capodimonte de Naples.

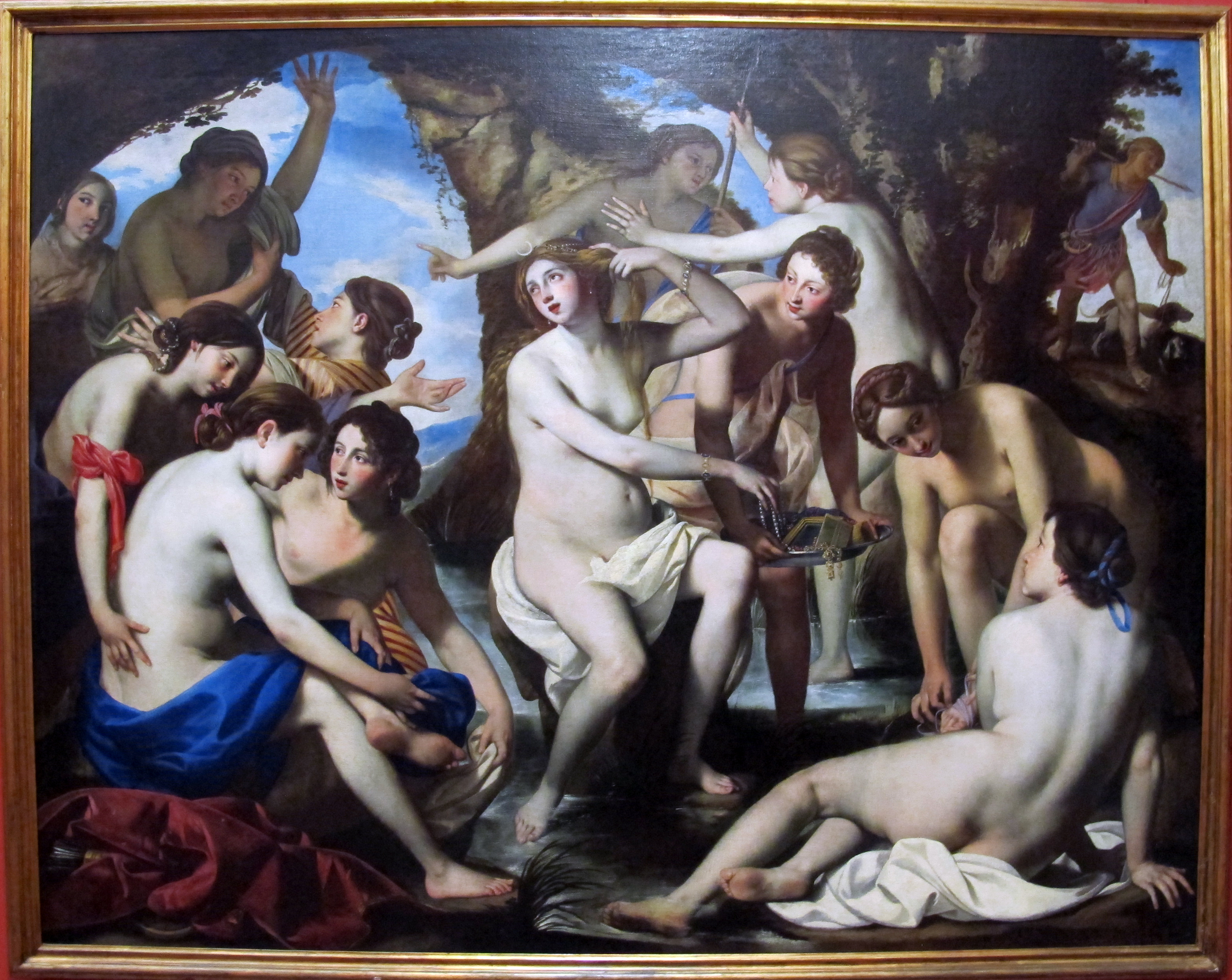
Diane au bain (vers 1645), musée de Capodimonte de Naples.

- Déposition de la Croix, musée San Martino, Naples
- Saint Nicolas de Bari et l'apprenti Basile (1636), petite sacristie de la Chartreuse San Martino, Naples.
- Vierge et l'Enfant, Chartreuse San Martino, Naples.
- Notre-Dame de la Pureté, église du Divin Amour, Naples.
- Madone et saint Charles Borromée, église San Domenico Maggiore, Naples.
- Sainte Gloire et saint Antoine, basilique San Lorenzo Maggiore (Naples).
- Marie-Madeleine pénitente, collection privée.
- Immaculée Conception, basilique San Lorenzo Maggiore, Naples.
- Le Martyre de saint Laurent, paroisse de Lizzanello.
- Le Massacre des Innocents, musée de Philadelphie.
- Le Massacre des Innocents, église Sainte-Marguerite, Paris.
- Vision de saint Antoine de Padoue, Gemaldegalerie, Vienne, Autriche.
- Adoration des bergers, Montecitorio, Rome.
- Adoration des bergers, collection privée, Florence.
- Rachel et Jacob, musée Capodimonte de Naples.
- Le Jugement de Pâris, Kunsthistorisches Museum, Vienne.
- L'Enlèvement d'Europe, collection privée napolitaine.
- Annonciation, église San Gregorio Armeno, Naples.
- Diane au bain, musée de Capodimonte, Naples.
- Saint Thomas d'Aquin, basilique Santa Maria della Sanità, Naples.
- Suzanne et les vieillards, musée de Capodimonte, Naples
- La Vierge de la Pureté avec saint Antoine et saint Joseph, sacristie de l'église San Potito, Naples
- La Nativité de la Vierge, chapelle de la Pureté de la basilique San Paolo Maggiore, Naples
- La Présentation de Jésus au Temple, chapelle de la Pureté de la basilique San Paolo Maggiore, Naples
- Vierge à l'Enfant, église Santa Marta, Naples.

## Sources
1. ↑  « Pacecco de Rosa », dans Louis-Gabriel Michaud, Biographie universelle ancienne et moderne : histoire par ordre alphabétique de la vie publique et privée de tous les hommes avec la collaboration de plus de 300 savants et littérateurs français ou étrangers, 2e édition, 1843-1865 [détail de l’édition], vol. 36, p. 542.